# Padaung
Padaung ou Kayan Lahwi é uma comunidade indígena de Kayans, que habita as regiões montanhosas no sudeste de Mianmar e oeste da Tailândia, sendo um subgrupo dos Karens vermelhos (Karenni), que é uma etnia do povo karen.
Padaung (Yan Pa Doung) é na Língua shan um termo usado para designar os Kayan Lahwi. Os Kayan residentes na província de Mae Hong Son, no norte da Tailândia referem-se a si mesmos como Kayan e fazem objeção ao termo Padaung, como é referido em The Hardy Padaungs (1967), pelo autor Khin Maung Nyunt, um dos primeiros autores a utilizar o termo "Kayan".

No final da década de 1980 e início da década de 1990, devido ao conflito com o regime militar de Myanmar, muitas tribos Kayan fugiram para áreas de fronteira na Tailândia. Entre os campos de refugiados havia um setor dos Kayan que tornou-se um local turístico e auto-suficiente a partir das receitas desse turismo; diante dessas receitas, seus habitantes passaram a não depender de assistência financeira.

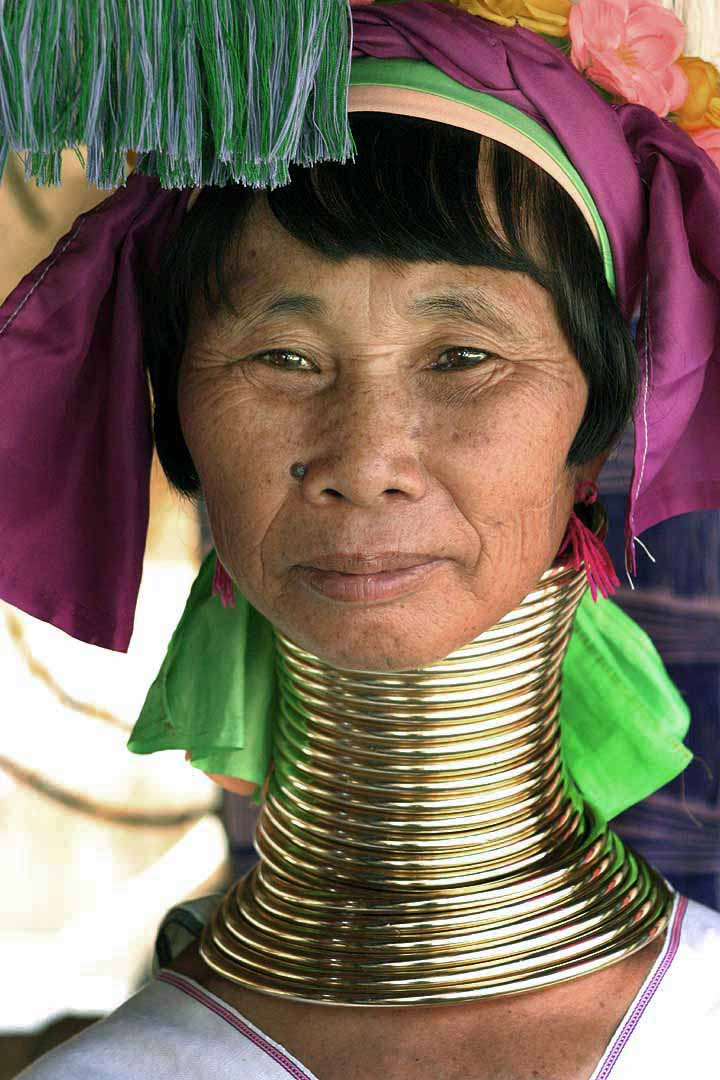
Mulher padaung com argolas de pescoço.

As mulheres da tribo, em sinal de beleza, desde jovens, usam argolas de cobre no pescoço. Quanto mais alto o pescoço mais bela é a mulher. Apesar do que se pensa, as mulheres não morrem se as argolas forem retirados (elas costumam fazer isso para se lavar), mas a musculatura do pescoço está debilitada. 